# 舞者為王 混音極選
《舞者為王REMIX混音極選》是台灣歌手羅志祥的第八張大碟，首張混音專輯，在2010年5月15日推出，後提早至5月12日發行。

## 唱片版本

### 台灣
- 舞法舞天演唱會搶聽版（CD+DVD版）：1隻CD及1隻DVD，加送明信片。
- 數位音樂限量特典飾品版（USB版）：1隻USB，加送香港演唱會寫真集。

### 香港
與台灣相同。

### 大陸
- 舞法舞天演唱會搶聽版（CD+DVD版）（大陸版）：1隻CD及1隻DVD，加送明信片。

## 曲目
| 曲序 | 曲名                                      | 曲                                                                | 詞             | 編曲／混音 | 附註                              |
| 01   | 愛的主場秀SHOW Trance Remix               | 小安                                                              | 葛大為         | 梯依恩     |                                   |
| 02   | 箇中強手（Hot Shot）Violent Electro Remix | Jonny Pedersen、Michael Jay、Keely Hawkes                         | Beautiful      | 點         | 原曲為《Start it Up》             |
| 03   | 一支獨秀Funky Breakbeat Remix             | Vincent Degiorgio、Johan Rohr、Dennis Blomdahl、Krister Bengtsson | 陳鎮川         | 梯依恩     | 原曲為《Love what u to me》       |
| 04   | 撐腰Back Up Trance Remix                  | Vincent Degiorgio、Niklas Pettersson、Mikael Albertsso            | 吳易緯         | 點、嚴祥芬 | 原曲為《Wiggle Dance》            |
| 05   | 當我們宅一塊Nu Jazz Downtempo Remix       | Lemon Tree(aka U GI JAE HO 2)                                     | 陳天佑         | 蛋堡       | 原曲為《OK》                      |
| 06   | 搞定Funky House Remix                     | Vincent Degiorgio、Patrick Hamilton、Vincent Pierens              | 崔惟楷         | 李治逸     | 原曲為《How Do You Like It》      |
| 07   | 羅生門Euro Techno Remix                   | Troy"Radio"Johnson、Ryan Tedder                                   | 陳鎮川         | 點、甘詩婷 | 原曲為《Put It On Me》            |
| 08   | 小事變樂事                                | Vincent Degiorgio、Niklas Pettersson、Mikael Albertsso            | 陳天佑、吳易緯 | 小安       | 改編自《撐腰》 樂事洋芋片廣告歌曲 |

## 外部連結
- yesasia.com，: 舞者為王REMIX混音極選 (USB) (舞法舞天演唱會 數位音樂限量特典飾品版 （页面存档备份，存于），2009年5月3日 (一) 23:04 (UTC+8)查閱，（繁體中文）

## 備註
1. ↑  舞者為王REMIX混音極選(舞法舞天演唱會搶聽版) Five Music - 五大唱片(5大唱片)[永久]，2009年5月10日 (一) 22:05 (UTC+8)查閱，（繁體中文）